# 49 Pułk Śmigłowców Bojowych

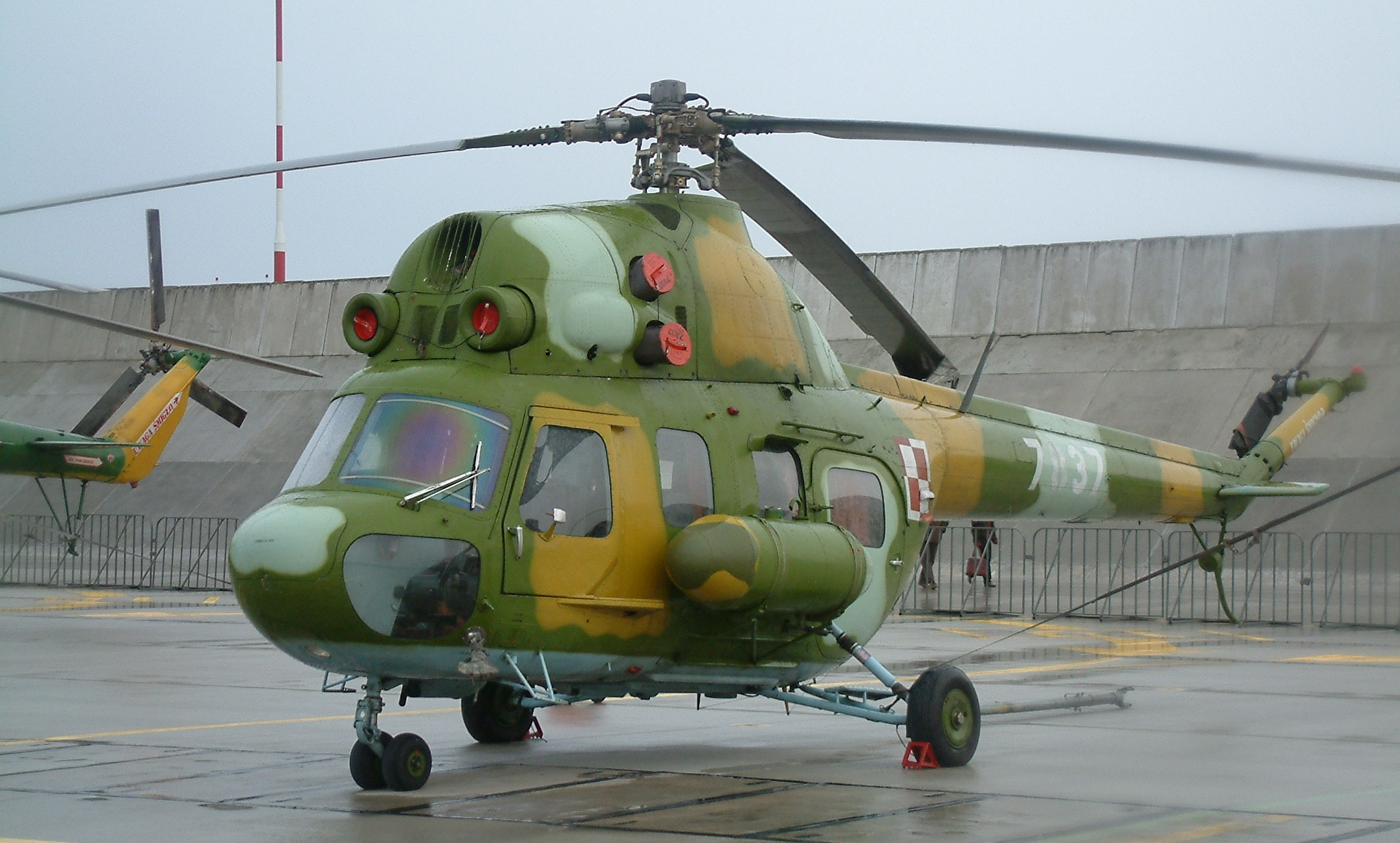
Mi-2T z 49 pśb na lotnisku Krzesiny

49 Pułk Śmigłowców Bojowych (49 pśb) – oddział lotnictwa Wojsk Lądowych.

## Historia
W wykonaniu wcześniejszych decyzji o powołaniu w polskich siłach zbrojnych jednostki śmigłowców bojowych, pod koniec 1967 na bazie rozformowanego 25 Pułku Lotnictwa Myśliwskiego w Pruszczu Gdańskim (wyposażonego w samoloty Lim-5) przystąpiono do formowania 49 Pułku Śmigłowców. Pierwszym dowódcą w okresie formowania był ostatni dowódca 25 plm ppłk Henryk Bajor, lecz 19 lutego 1968 zastąpił go ppłk Jerzy Knyszewski.
Pod koniec lutego 1968 jednostka otrzymała pierwsze śmigłowce Mi-2 i od marca przystąpiono do szkolenia personelu. 2 maja 1968 oficjalnie zakończono proces formowania 49 Pułku Śmigłowców, składającego się z pięciu eskadr. W czerwcu śmigłowce jednostki wzięły udział w pierwszych ćwiczeniach wojsk lądowych. Pomiędzy sierpniem a październikiem 1968 pułk, wzmocniony przez dalsze jednostki śmigłowcowe, zabezpieczał pod względem łącznikowym i transportowym działania 2 Armii Wojska Polskiego, biorącej udział w interwencji Układu Warszawskiego w Czechosłowacji. Pułk bazował w tym okresie w Hradcu Kralove. We wrześniu 1969 pułk brał udział w międzynarodowych manewrach Układu Warszawskiego Odra-Nysa 69. 14 października 1969 pułk otrzymał sztandar.
1 lipca 1971 pułk przeniesiono w struktury Lotnictwa Wojsk Lądowych, jako 49 Pułk Lotnictwa Wojsk Lądowych. W 1972 szkolono w pułku oficerów wojsk NRD. W 1973 w składzie pułku pojawiły się uzbrojone wersje śmigłowców Mi-2. W 1973, 1975 i 1977 załogi pułku zwyciężyły w II, III i IV Centralnych Taktyczno-Bojowych Zawodach Rozpoznania Powietrznego, zdobywając puchar przechodni. W 1976 pułk brał udział m.in. w międzynarodowych manewrach Układu Warszawskiego Tarcza 76 w Drawsku. W 1977 po raz pierwszy prowadzono strzelanie pociskami przeciwpancernymi 9M14 Malutka ze śmigłowców Mi-2URP. W 1978 pułkowi podporządkowano samodzielne eskadry i klucze śmigłowców wojsk lądowych.
16 grudnia 1981 w skład pułku włączono Klucz Śmigłowców Szturmowych, wyposażony w śmigłowce Mi-24D (utworzony 1 stycznia 1979 w 37 Pułku Śmigłowców Transportowych). Pułk jednocześnie zmienił nazwę na ostateczną 49 Pułk Śmigłowców Bojowych. Liczba śmigłowców Mi-24 powoli rosła, do 16 w 1985. W 1987 pułk wziął udział w dużych międzynarodowych manewrach UW pk. „Opal 87”, a w 1988 zdobył sztandar przechodni dla najlepszej pod względem wyszkolenia jednostki Północnej Grupy Wojsk Układu Warszawskiego.

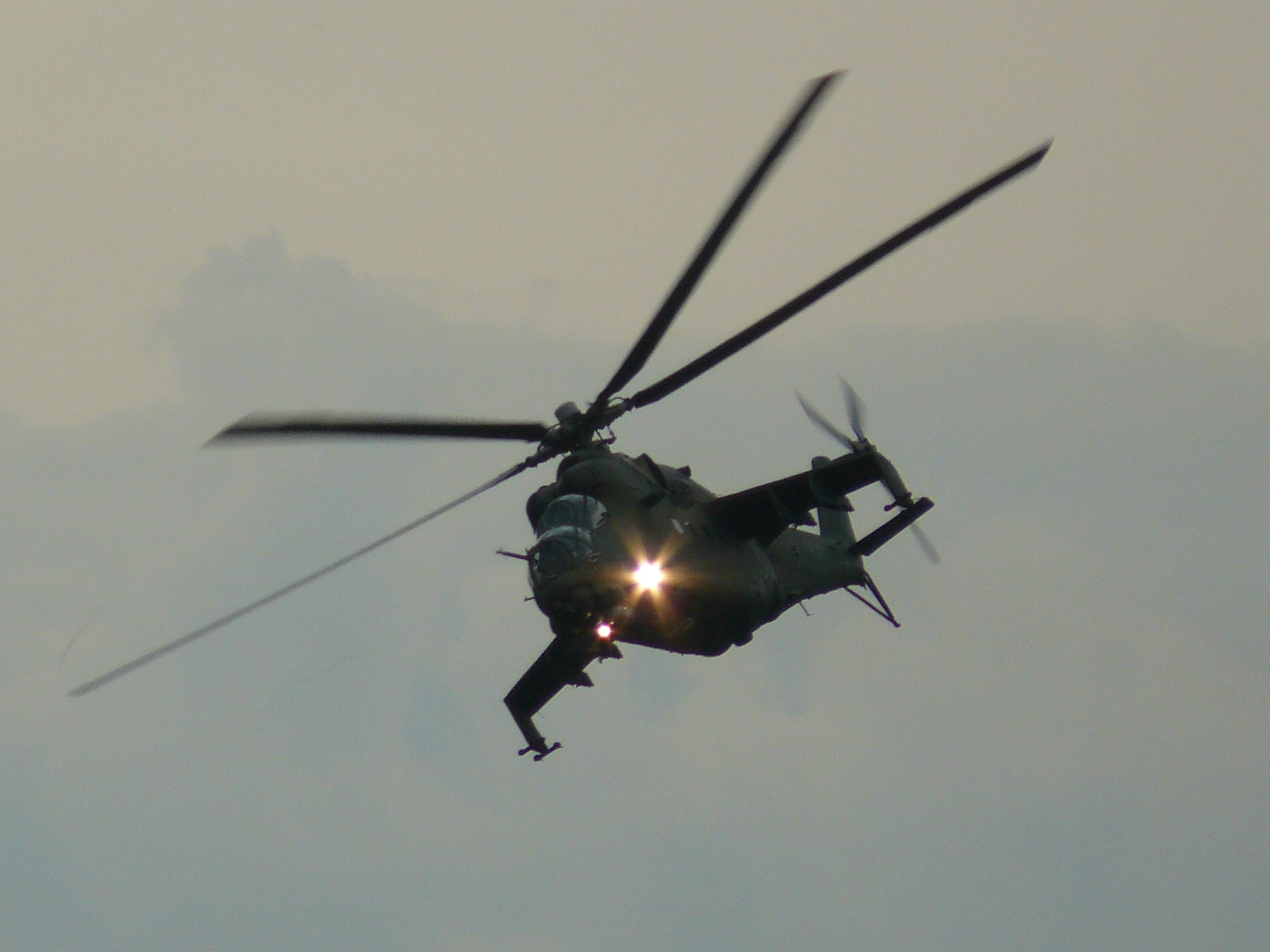
Mi-24, śmigłowiec szturmowy

Na początku lat 90. XX w. pułk zreorganizowano, likwidując część eskadr i kluczy stacjonujących poza macierzystą bazą. 24 października 1995 pułk przeszedł ze struktur 4 Korpusu Lotniczego do Lotnictwa Wojsk Lądowych. 15 czerwca 1996 otrzymał nowy sztandar.
W latach 2005–2008 żołnierze pułku brali udział w misji wojskowej w Iraku (IV, V i VIII zmiana), a w latach 2007–2008 w misji w Afganistanie (III zmiana).
Na potrzeby afgańskiej misji piloci pułku w lutym 2008 rozpoczęli ćwiczenia w lotach nocnych. Podczas jednego z lotów ćwiczebnych, 27 lutego 2009 doszło do katastrofy, w której zginął pilot por. Robert Wagner.
Z dniem 31 grudnia 2011 Pułk został rozformowany, a z dniem 1 stycznia 2012 rozpoczęła funkcjonowanie 49 Baza Lotnicza w składzie 1 Brygady Lotnictwa Wojsk Lądowych.

## Odznaki
Odznaka pułkowa
Odznaka o wymiarach 45×38 mm ma kształt stylizowanego przekroju poprzecznego okrętu skrzyżowanego z konturem płatu wirnika śmigłowca. Pod dnem okrętu biało-czerwona emaliowana szachownica lotnicza. U góry, na tle trzech łopat wirnika nośnego, nałożony herb Pruszcza Gdańskiego. W płaszczyźnie przekroju kadłuba okrętu liczba 49, a po bokach stylizowane fragmenty śmigłowca i inicjały jednostki PSB. Odznakę zaprojektował Stanisław Niewiadomski.
Odznaka 2 eskadry
Odznakę w barwie oksydowanej stali stanowi ażurowe koło, w które wkomponowana jest płaskorzeźba trzmiela trzymającego miecz i tarczę z herbem Pruszcza Gdańskiego. Nad trzmielem dwa płaty wirnika śmigłowca oraz cyfra 2.
Odznaka 3 eskadry
Odznaka o wymiarach 33×35 mm  posiada kształt kwadratowej tarczy z emaliowaną biało-czerwoną szachownicą lotnicza i czarną cyfrą 3 w dolnym narożniku. Na tarczę nałożona jest srebrzysta płaskorzeźba śmigłowca bojowego, w którą wkomponowano okrągłą tarczę ze srebrnym skorpionem na błękitnym tle. Skorpion trzyma w kleszczach herb Gdańska. Nad skorpionem kontur wznoszącej się do góry rakiety.

## Wyposażenie
- Śmigłowce:
  - Mi-2
  - Mi-24D, W

## Dowódcy
- ppłk pil. Henryk Bajor (listopad 1967 – 19 lutego 1968)
- płk dypl. pil. Jerzy Knyszewski (19 lutego 1968 – 5 września 1972)
- ppłk dypl. pil. Aleksander Szeluk (5 września 1972 – 14 maja 1976)
- płk dypl. pil. Józef Gomółka (14 maja 1976 – 10 grudnia 1983)
- płk dypl. pil. Waldemar Szlachta (10 grudnia 1983 – 20 czerwca 1990)
- płk dypl. pil. Zbigniew Nawrocki (20 czerwca 1990 – 14 czerwca 1996)
- płk dypl. pil. Jerzy Świs (14 czerwca 1996 – 1999)
- płk dypl. pil. Dariusz Wroński (1999–2006)
- płk dypl. pil. Adam Trzeciak (2007–2011) do chwili przeformowania w 49 Bazę Lotniczą w 1 Brygadzie Lotnictwa Wojsk Lądowych)
- płk dypl. pil. Piotr Saniuk (2012–) pierwszy dowódca 49 Bazy Lotniczej  1 BLWL